# اولگ اولژیش
اولگ اولژیش (انگلیسی: Oleh Olzhych؛ ۸ ژوئیه ۱۹۰۷ – ۱۰ ژوئن ۱۹۴۴) شاعر، باستان‌شناسی اهل امپراتوری روسیه بود.